# إيفلين هال
إيفلين هال (بالإنجليزية: Evelyn Beatrice Hall) (و. 1868 – 1956 م) هي كاتِبة وكاتبة سير، من المملكة المتحدة، توفيت عن عمر يناهز 88 عاماً.